# Parafia św. Jadwigi w Łagiewnikach Małych
Parafia świętej Jadwigi w Łagiewnikach Małych – parafia rzymskokatolicka, znajdująca się w diecezji opolskiej, w dekanacie Zawadzkie.

## Liczebność i obszar parafii
W parafii zamieszkuje 2100 wiernych.
Do parafii należą miejscowości: Łagiewniki Małe, Skrzydłowice, Koszwice, Cegielnia, Pludry, Pietraszów, Kopina i Piła.

## Proboszczowie
- 1927–1934 – ks. Paweł Radwan
- 1934–1939 – ks. Hubert Nieborowski
- 1939–1948 – ks. Józef Symalla
- 1948–1961 – ks. Teofil Soppa
- 1961–1977 – ks. Jerzy Stellmann
- 1977–2012 – ks. dr Ryszard Kręciproch
- od 2012 – ks. Piotr Popanda[2]